# Gnjilane
Gnjilane (albánsky Gjilan v srbské cyrilici Гњилане) je město na východě Kosova, u hranic s centrálním Srbskem. V roce 2011 zde žilo 54 239 obyvatel. Město se nachází severně od řeky Binačka Morava v širokém rovinatém údolí.

## Klimatické poměry
Město má mírné podnebí, které charakterizují teplá léta a chladné zimy. V lednu se průměrná teplota pohybuje okolo −2 °C, v červenci potom 21,5 °C. Průměrný roční úhrn srážek činí v létě 129 mm a na podzim 177 mm, kdy prší častěji.

## Historie
Ve středověku neslo město název Morava a bylo velkým centrem obchodníků a řemeslníků. Přes město často cestovali středověcí srbští vládci, a díky tomu existuje první písemná známka o Gnjilanu z roku 1342. Pod současným názvem je připomínáno na konci 14. století. Jako Morava jej uváděl i turecký cestopisec Evlija Čelebi, který poznamenal, že Gnjilane je město ve Vučitrnském sandžaku.
V tureckých katastrálních dokumentech z poloviny 15. století je město uvedené pod názvem Gnjilan, žilo v něm 41 rodin pravoslavného vyznání. Od středověku ve městě existovalo několik kostelů. Jeden z nich byl zasvěcen sv. Petce, a po jeho zboření se čtvrť, ve které se nacházel jmenovala podle něj Petkovci. Přítomni zde byli ale také katoličtí věřící; město bylo jedním z center katolické víry na území dnešního Kosova.
Současný střed města se nachází na troskách bývalého kláštera, který nechali Turci zbořit. Až do požáru v roce 1850 byla velká část domů ze dřeva a se slaměnými střechami.
V roce 1908 zde byla v souvislosti s mladotureckou revolucí otevřena první albánskojazyčná škola.[zdroj?]
Od roku 1912 bylo město součástí Srbska a později Jugoslávie. Město patřilo k nejchudším částem celého státu, většina obyvatel pracovala v zemědělství.
V roce 1968 zde vypukly rozsáhlé demonstrace albánského obyvatelstva.
Kromě průmyslu tabáku v Gnjilane také vzrostl textilní průmysl, který Gnjilane byla uznána a potvrzena ve tuzemském trhu a vnější. Dá se říci, že v té době byla průmyslová odvětví Gjilan označena za průmyslové město. Jugoslávský stát investoval nemalé prostředky do zprůmyslnění Gnjilanu a zbytku Kosova. Byly vybudovány různé továrny, např. na zpracování tabáku, textilu, mouky, ocelových výrobků a stavebních materiálů. V průmyslu stavebních hmot bylo v 80. let zaměstnáno v Gnjilanu okolo dvou tisíc lidí; Gnjilane bylo do války v Kosovu významným průmyslovým centrem autonomní oblasti. Přestavěn byl také i střed města, kde vznikly bytové domy, nahrazující původní zástavbu z tureckých časů. Doplnily ji široké silnice a náměstí. Později se místní obyvatelstvo i ekonomika přeorientovaly na obchod a služby. V roce 2007 zde byl za pomoci Evropské agentury pro rekonstrukci otevřen inkubátor nových firem.
V letech 1999 až 2007 zde stála americká vojenská základna Camp Monteith. Dnes se na východním okraji města nachází vojenská kasárna. Po válce drtivá většina místních Srbů odešla, předpokládá se, že jich zde zůstalo žít jen okolo čtyřiceti.

## Obyvatelstvo
Po druhé světové válce došlo k dramatickému vzrůstu počtu obyvatel. V 70. letech 20. století zde žilo okolo dvaceti tisíc lidí, na počátku století dvacátého prvního je to více než dvojnásobek.
Po válce v Kosovu, která skončila v roce 1999, došlo k změně obyvatelstva ve městě a dominantní je dnes albánské etnikum. To tvoří až 97 % obyvatel města. Podle odhadů Organizace pro bezpečnost a spolupráci v Evropě žilo ve městě před válkou v Kosovu asi 25 000 Srbů a 6 000 Romů.

## Administrativa
Zastupitelstvo města má 35 křesel, které jsou kromě politické příslušnosti rozděleny i podle příslušnosti národnostní. 33 mají kosovští Albánci, 1 kosovští Srbové, 1 kosovští Turci. 

## Kultura a kulturní památky

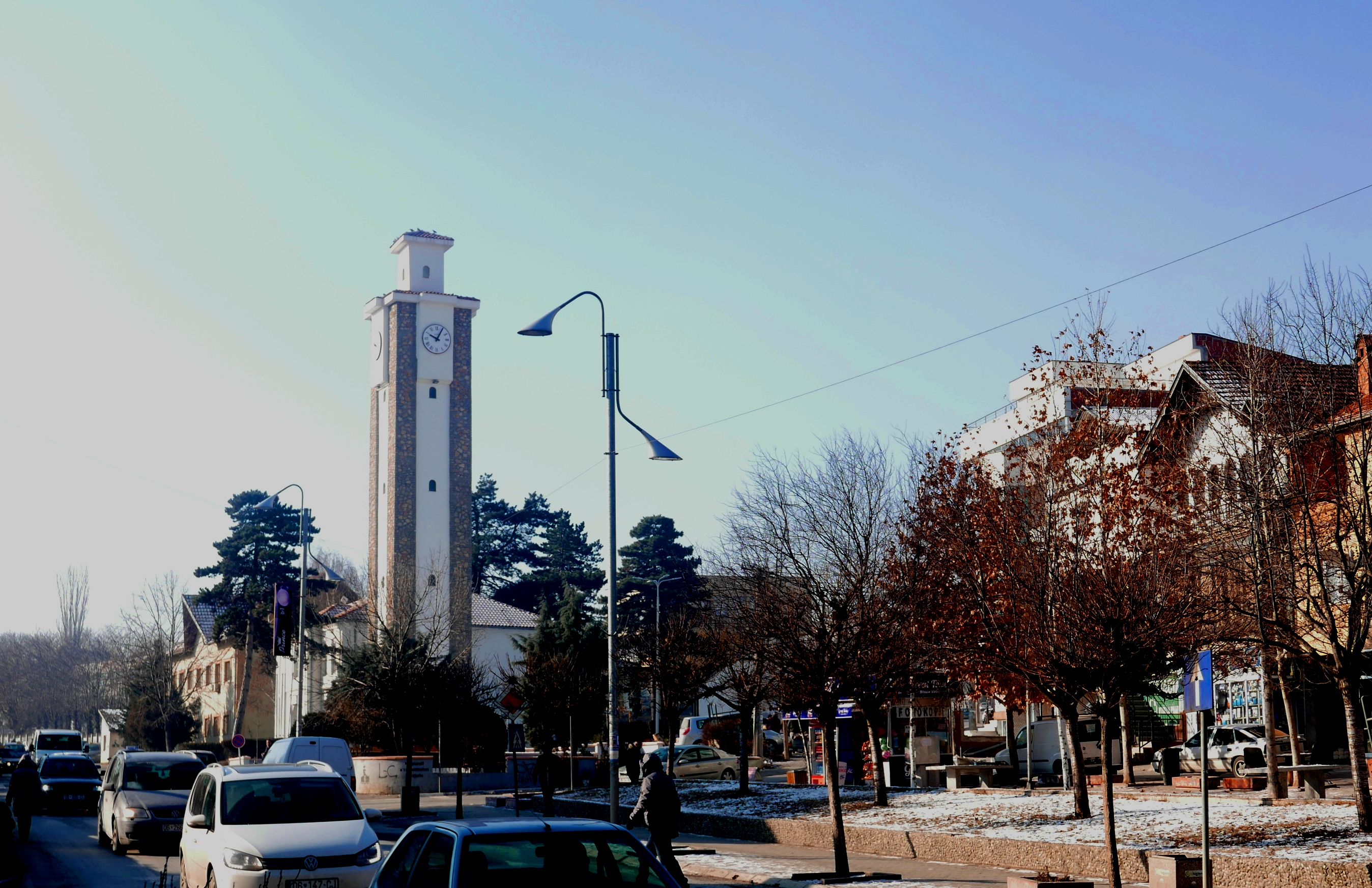
Hodinová věž.

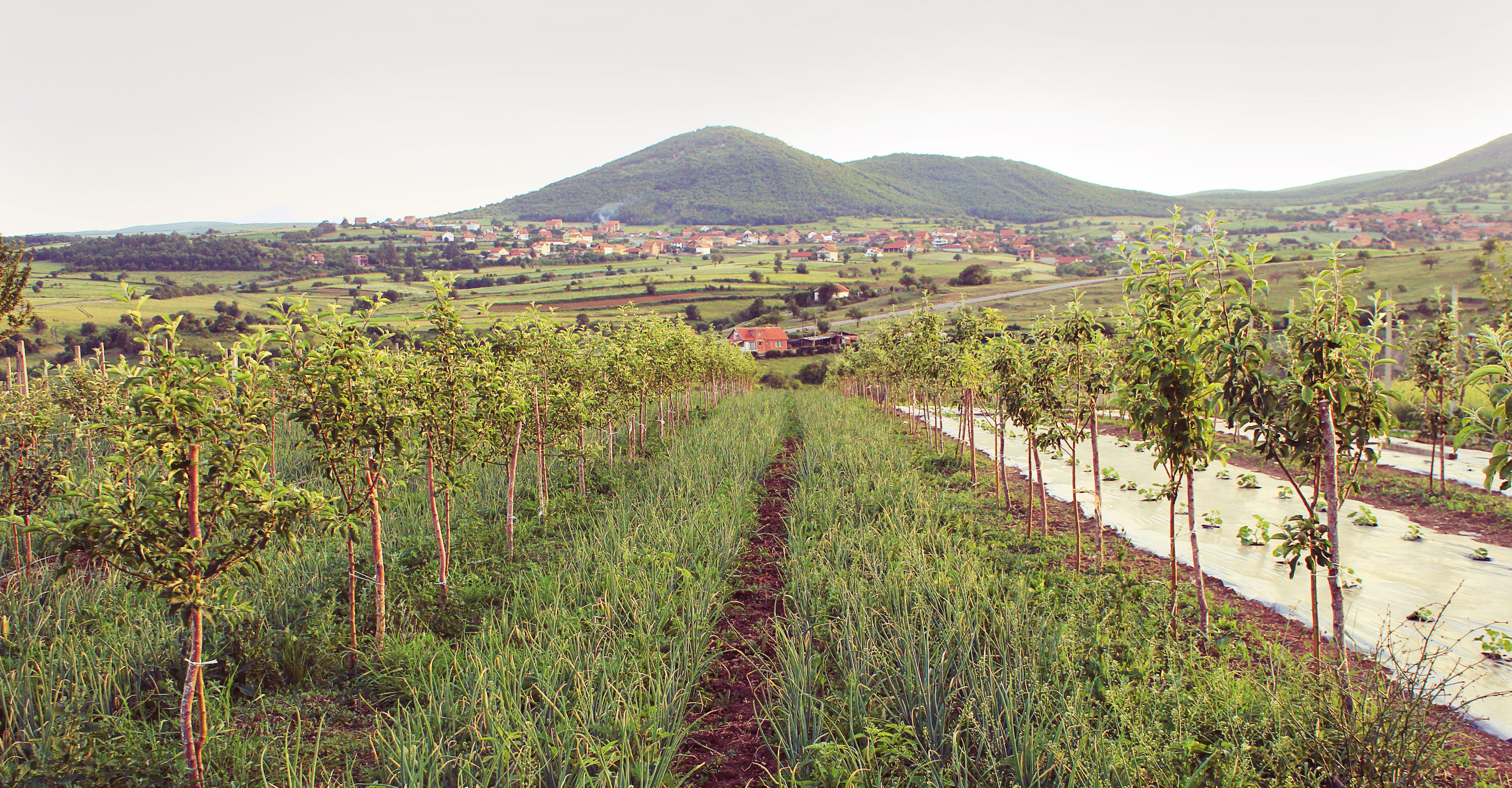
Sady v okolí města.

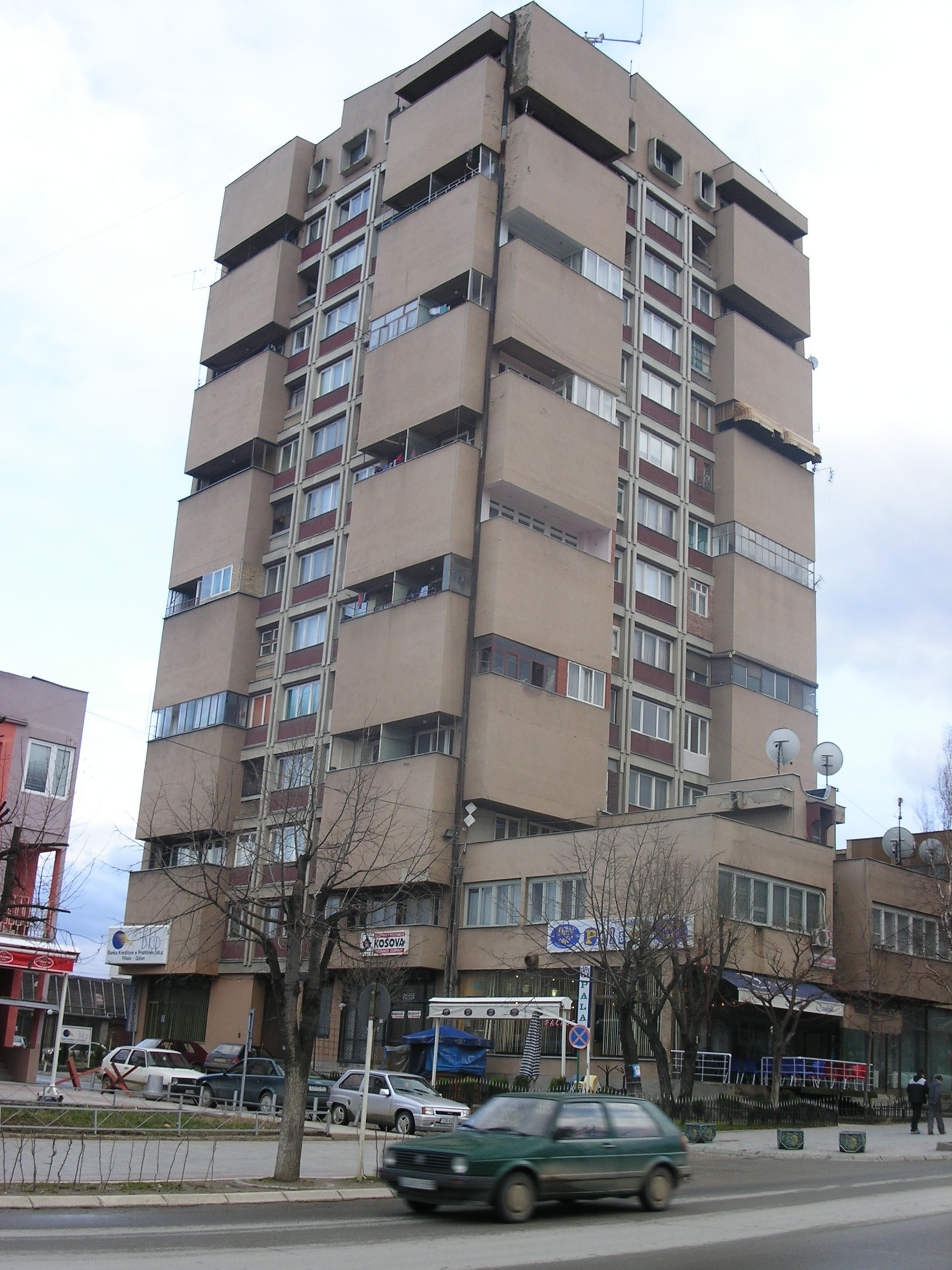
Obytný blok ve městě.

Ve městě působí tzv. meziobecní knihovna, která nese název po Fanu Nolim. Pravidelně pořádá knižní veletrh. V Gnjilane se také koná každý rok i folklorní festival.
Ve městě se nachází řada historických budov. Mezi památky patří např. je sídlo rodiny Gjinolli z druhé poloviny 18. století a pevnost Podgrađe. Celkem na území města leží 65 objektů, které jsou evidovány jako kulturní památka.
Dalšími památkami města jsou albánské obranné věže (albánsky kulla). Tyto obranné věže byly postaveny výhradně z kamene a dřeva. Obvykle mají čtyři patra. Známé jsou zejména věže rodů Hajdinajů a Terzijajů, které byly postaveny po požáru roku 1850. Místní hodinová věž byla obnovena, neboť původní byla stržena v roce 1922.
Dalšími památkami města jsou medresa z roku 1604, dále potom velká mešita, zbudovaná v 19. století a kostel sv. Anny. Pravoslavný kostel sv. Mikuláše pochází z roku 1861.

## Životní prostředí
Velká část odpadních vod je vypouštěna do místních vodních toků.

## Doprava
Městem prochází hlavní silniční tah z Prištiny do města Preševo a z Uroševace do města Bujanovac. Gnjilane není napojeno na kosovskou železniční síť, nejbližší nádraží se nachází v Uroševaci (Ferizaji) západně od města.
Výstavba obchvatu okolo města snížila míru dopravního zatížení v centru. Po válce v Kosovu jednu z nových silnic vybudoval KFOR. Výhledově má do města vést dálnice.
Město neprovozuje síť veřejné dopravy, autobusové spoje do blízkých obcí zajišťují různé soukromé společnosti. Se zřízením veřejné dopravy v evropském stylu město do budoucna počítá.
Nejbližší mezinárodní letiště jsou v provozu v Prištině (cca 60 km daleko) a ve Skopje (cca 80 km daleko).

## Školství
Ve městě sídlí veřejná univerzita, která nese název po Kadrim Zekovi.

## Zdravotnictví
V Gnjilanu se nachází regionální nemocnice.

## Známé osobnosti
- David Dimitrijević, (1874–1929), vydavatel
- Mira Stupica, (1923–2016), herečka
- Atanasije Urošević, (1898–1992), etnolog
- Idriz Seferi, člen Prizrenské ligy
- Xherdan Shaqiri, fotbalista
- Faton Toski (* 1987), fotbalista
- Mulla Idriz Gjilani (1901–1949), islámský duchovní

## Partnerská města
- Kumanovo, Severní Makedonie
- Nazilli, Turecko